# Désastre de l'Interdiction des Partisans
Le désastre de l'Interdiction des Partisans (黨錮之禍) fait référence à deux incidents durant lesquels un certain nombre de lettrés confucéens, qui servent le gouvernement impérial Han en tant que fonctionnaires, s'opposent à la puissante faction des eunuques avec le soutien des étudiants de l’Université Impériale de Luoyang, la capitale de la Chine. Les eunuques ripostent en qualifiant les membres de cette coalition de "partisans" (黨人, dangren) et multiplient les emprisonnements. Parmi ces prisonniers, certains sont exécutés, d'autres sont libérés, mais tous perdent leurs droits civiques.
Le premier incident a lieu en 166 et se conclut presque sans effusion de sang, à l'inverse du second, qui a lieu en 169 et implique les lettrés confucéens Dou Wu, le père de l’impératrice Douairière Dou et Chen Fan. Wu et Fan sont vaincus par les eunuques lors d'une confrontation physique et un grand nombre de leurs partisans perdent la vie. Les restrictions sur les libertés civiles imposées aux survivants ne sont levées qu'en 184, quand l’empereur Han Lingdi proclame une amnistie pour éliminer le risque de voir les Partisans rejoindre la rébellion des Turbans jaunes.

## Premier désastre de l'Interdiction des Partisans
Le premier désastre de l'interdiction des Partisans trouve peut-être ses origines dans le coup d'État que l'empereur Han Huandi organise en 159, avec le soutien de cinq puissants eunuques, pour renverser les deux personnes qui dominent alors la cour : Ji Liang, le frère de l'impératrice douairière Liang, et son épouse l'impératrice Liang Nüying. Pour les récompenser de leur aide, Huandi donne aux cinq eunuques et à leurs associés des postes prestigieux qui leur donnent un grand pouvoir, ; mais très vite, leurs agissements prouvent qu'ils sont tous plus corrompus les uns que les autres. Ne pouvant pas accepter une telle situation, un certain nombre de lettrés confucianistes faisant partie de l’administration impériale commencent à former une coalition pour mettre fin à l’influence des eunuques. Au sein de l’opinion publique, ils sont appuyés par des étudiants de l'Université impériale, qui se trouve dans la capitale, qui voient ces lettrés comme des héros luttant contre la domination des eunuques. Une sorte d'équilibre instable se met alors en place à la Cour et subsiste pendant plusieurs années : parfois les lettrés réussissent à accuser avec succès certains eunuques d’actes répréhensibles et à leur faire perdre leur poste ; parfois les plaintes des lettrés sont rejetées et ce sont eux qui sont chassés du gouvernement par les eunuques.
La situation prend une nouvelle tournure en 166, à cause d'une affaire de meurtre. Zhang Cheng (張成), un diseur de bonne aventure de Luoyang, avait prédit que l'empereur allait procéder à une amnistie générale et avait ordonné son fils de commettre un meurtre, partant du principe qu'il serait libéré dès la promulgation de ladite amnistie. Li Ying (李膺), qui est à la fois un des érudits confucéens du gouvernement et le gouverneur du la chef-lieu de la province, fait arrêter les Zhang. Mais, comme prévu par Zhang Cheng, l'empereur proclame une amnistie générale. Li, en colère, ne tient pas compte de l'amnistie et fait exécuter les Zhangs. Peu après, à la grande surprise de Li, un eunuque proche des Zhang accuse ce dernier et plusieurs autres responsables, d’encourager des étudiants de l'Université à critiquer le gouvernement et l’Empereur. Ces accusations rendent l'Empereur Han Huandi fou de rage. Chen Fan, le commandant des forces armées, essaye de calmer l'empereur et s’oppose à des mesures drastiques. Huandi ignore totalement ses conseils et fait arrêter Li, deux ministres, Du Mi (杜密) et Chen Xiang (陳翔), ainsi qu'à peu près 200 étudiants. Dans un deuxième temps, Huandi ordonne également l'arrestation d'autres étudiants de l’Université et c’est dans cet ordre d’arrestation qu'il invente le terme de "partisans". Chen Fan continue de protester, ce qui lui vaut d'être démis de ses fonctions.
L’année suivante, en 167, Dou Wu soumet au trône une pétition demandant la clémence pour les partisans et offre sa démission. Un autre fonctionnaire, Huo Xu (霍謣), présente également une pétition similaire . En outre, les eunuques s’inquiètent de la multiplication des demandes venant des étudiants de l’Université, qui s'inquiètent du sort des membres de leur famille et veulent une enquête. À la suite de ces demandes et de ces pressions, Li Ying, Du Mi, Chen Xiang et les étudiants de l’Université sont libérés ; mais ils sont également exilés dans leurs commanderies d'origine et perdent à vie tous leurs droits civiques.

## Régence de l'impératrice Douairière Dou
Début 168, l’empereur Huandi meurt sans avoir désigné un héritier. L'impératrice Dou devient à la fois l’impératrice douairière et régente, pendant que son père Dou Wu et Chen Fan deviennent les maîtres de la Cour. Ensemble, ils font de Liu Hong (劉宏), le marquis de Jieduting alors âgé de 12 ans, le nouvel empereur. Il devient l’empereur Han Lingdi et l'impératrice Dou reste la régente. Suivant les conseils de son père et de Chen, elle a rétabli les partisans dans leurs droits civiques et nomme un grand nombre d'entre eux fonctionnaires impériaux.
Un peu plus tard la même année, Dou Wu et Chen conçoivent un plan visant à exterminer les eunuques de premier plan, car ils sont persuadés que ces derniers ont une trop grande influence sur le jeune empereur et l’impératrice douairière. Lorsque leur plan est découvert, les eunuques font incarcérer l'impératrice douairière pour pouvoir obtenir son sceau et mobilisent la garde impériale pour faire arrêter et exécuter Chen. Dou Wu tente de résister, mais il est vaincu après une brève campagne et se suicide. Juste après leur victoire, les eunuques renvoient immédiatement les partisans qui avaient été nommés fonctionnaires et suspendent à nouveau leurs droits civiques.

## Second désastre de l'Interdiction des Partisans
Même après avoir réussi à renvoyer les partisans du gouvernement, les eunuques ne sont pas satisfaits. En 169, ils réussissent à convaincre l’empereur Lingdi, alors âgé de 13 ans, que les partisans sont prêts à entrer en rébellion contre lui. Les principaux partisans, y compris Li Ying, Du Mi et Fan Pang (范滂), sont arrêtés et exécutés. Finalement, environ 100 personnes perdent la vie et de nombreux partisans entrent dans la clandestinité, grâce à des réseaux d'entraide. Même si les personnes impliquées dans ces réseaux restent le plus souvent anonymes, on compte parmi elles des personnalités importantes comme Yuan Shao et Kong Rong. Ceux des partisans qui ne sont pas sur les listes de personnes à arrêter, voient leurs droits encore plus restreints.

## Fin de l'Interdiction
En 184, après le début de la rébellion des Turbans jaunes, Lü Qiang (呂強), un eunuque proche des partisans, réussit à convaincre l’empereur Lingdi que, s'il ne les gracie pas, ces derniers pourraient rejoindre les Turbans jaunes et infliger des dégâts considérables à l’administration impériale. Convaincu par les arguments de Qiang, l’empereur Lingdi accorde une amnistie générale à tous les partisans et restaure leurs droits civiques. Lorsque l'édit impérial parait, les autres eunuques sont fous de rage contre Lü Qiang. Ils vont voir l'empereur et lancent de fausses accusations de rébellion contre Qiang. Lorsque les gardes viennent pour l’arrêter, ce dernier se suicide.

## Articles liés
- Fin de la dynastie Han
- Dix Eunuques